# Hyalomyzus raoi
Hyalomyzus raoi är en insektsart. Hyalomyzus raoi ingår i släktet Hyalomyzus och familjen långrörsbladlöss. Inga underarter finns listade i Catalogue of Life.